# Estação Dermatológico
A Estação Dermatológico é uma das estações do VLT de Guadalajara, situada em Zapopan, entre a Estação Periférico Norte e a Estação Atemajac. Administrada pelo Sistema de Tren Eléctrico Urbano (SITEUR), faz parte da Linha 1.
Foi inaugurada em 1º de setembro de 1989. Localiza-se no cruzamento da Estrada do Federalismo com a Rua Aldama. Atende o bairro Valle de Atemajac.